# Perișani
Perişani é uma comuna romena localizada no distrito de Vâlcea, na região de Oltênia. A comuna possui uma área de 157.83 km² e sua população era de 2490 habitantes segundo o censo de 2007.